# Solná žláza

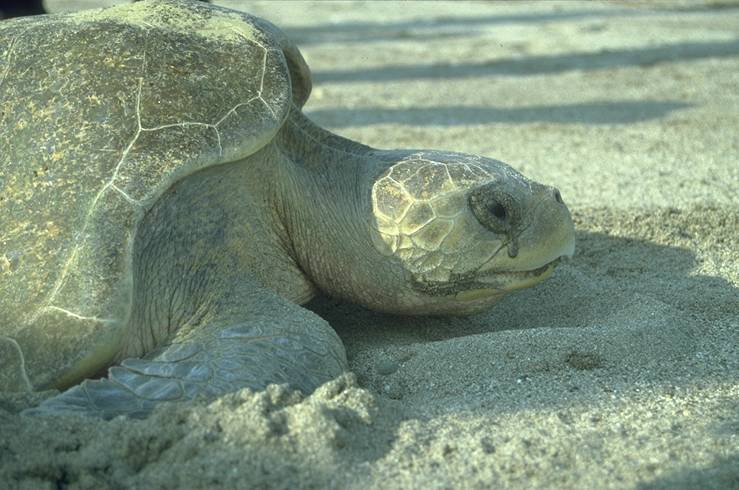
Mořské želvy vylučují soli skrze slzovody, přičemž na souši jsou slzy dobře patrné

Solná žláza je orgán určený k vyměšování přebytečné soli. Vyskytuje se u příčnoústých (žraloci, rejnoci), mořských ptáků a některých plazů. Zatímco u žraloků se nacházejí v konečníku, u ptáků a plazů jsou umístěny v oblasti očí, nozder či úst.
Solné žlázy udržují rovnovážný stav soli a umožňují mořským obratlovcům pití mořské vody bez nutnosti vylučovat přebytečnou sůl pomocí ledvin. Sůl je z krve do žlázy aktivně přesouvána pomocí sodno-draselné pumpy a následně žlázou vyloučena jako koncentrovaný roztok.